# Aimé Paris

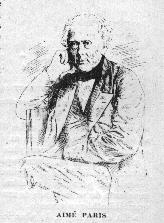
Aimé Paris

Aimé Paris (n. 19 iunie 1798, Quimper – d. 29 noiembrie 1866, Paris) a elaborat o metodă de stenografie care îi poartă numele și a perfecționat metoda numeral-fonetică a matematicianului Pierre Hérigone, oferind una dintre cele mai bune metode de memorare a numerelor.